# L'isola di Pascali
L'isola di Pascali (Pascali's Island) è un film del 1988 diretto da James Dearden, tratto dall'omonimo romanzo di Barry Unsworth.
Fu presentato in concorso al 41º Festival di Cannes.

## Trama
Nel 1908 Nisi, piccola isola dell'Egeo, è teatro di sanguinose lotte tra turchi e greci, fomentate dagli interessi delle grandi potenze. A salvaguardare gli interessi dell'Impero ottomano sull'isola è un funzionario minore dimenticato: Basil Pascali, suddito devoto dell'Impero, informatore fedele e inascoltato, abituato a vedere ovunque pericoli e complotti. Non appena sbarca sull'isola Anthony Bowles, sedicente archeologo inglese, Basil si convince sia in realtà una spia e, per sorvegliarlo meglio, s'offre di servirlo come interprete e accompagnatore. Ma non è solo l'attività di Anthony ad affascinarlo, quanto la semplicità con cui ha intrecciato una relazione con Lydia, pittrice amata anche da lui e non corrisposto. Quando finalmente Basil comprende che Anthony in realtà è un truffatore, decide d'essergli complice nell'organizzare un raggiro ai danni del pascià locale. Tra una serie d'intrighi, bugie e situazioni politiche, Pascali si trova implicato in un caso internazionale, che si placa con la morte dei suoi due amici per mano del pascià e il tramonto dell'Impero Ottomano.

## Critica
(C. Cosulich, Il Piccolo di Trieste, 13 maggio 1988, p. 9)
(S. Borelli, L'Unità, 16 ottobre 1988, p. 25)